# (6075) Зайцев
(6075) Зайцев (лат. Zajtsev) — типичный астероид главного пояса, который был открыт 1 апреля 1976 года советским астрономом Николаем Черных в Крымской обсерватории и назван в честь Александра Зайцева, главного научного сотрудника ИРЭ РАН, под чьим руководством были успешно проведены международные радиолокационные наблюдения астероидов (4179) Таутатис, (6489) Голевка и (33342) 1998 WT24.

Орбита астероида Зайцев и его положение в Солнечной системе